# اوژ (کروز)
اوژ (به فرانسوی: Auge) یک کمون در فرانسه است که در canton of Chambon-sur-Voueize واقع شده‌است. اوژ ۹٫۹۷ کیلومتر مربع مساحت دارد.